# Zákon zachování energie
Zákon zachování energie je jeden ze základních a nejčastěji používaných fyzikálních zákonů. Tento zákon (zjednodušeně řečeno) konstatuje, že energii nelze vyrobit ani zničit, ale pouze přeměnit na jiný druh energie.
Tato (popř. jí podobné – viz níže) elementární "definice" zákona zachování energie jsou sice intuitivní, mají však pro práci ve fyzice celou řadu nedostatků. Zejména "vysvětlují" zákon zachování energie pomocí značně nefyzikálních, nedefinovaných a vágních pojmů, jako "vyrobit", "zničit", či "přeměnit", které navíc mají antropomorfní charakter. Proto jsou nepřesné.
Soudobá, mnohem obecnější a přesnější definice zákona zachování energie v teoretické fyzice se opírá o pojem symetrie vůči časovému posunutí. Nechť je obecný systém symetrický vůči operaci časového posunutí. Pak se v tomto systému zachovává aditivní fyzikální veličina, která se nazývá energie. Jde o zvláštní případ vztahu mezi symetriemi a zákony zachování, což obecněji popisuje ve fyzice důležitý teorém Emmy Noetherové.

## Některé další formulace zákona
Zákon zachování energie lze formulovat též řadou dalších způsobů, které se liší obecností i přesností. Např.:
Celková energie izolované soustavy zůstává konstantní při všech dějích, které v ní probíhají. (Problémem této definice je zejména pojem „izolovaná soustava“, který je nesnadné zavést nezávisle na zákonu zachování energie, a tak se vyhnout logické tautologii.)
Jiná formulace zákona:
Není možné sestrojit perpetuum mobile prvního druhu, tj. stroj který by z ničeho konal práci. (Nedostatkem této definice je pojem „perpetuum mobile prvního druhu“, který ve skutečnosti nelze dobře definovat nezávisle na zákonu zachování energie, a tak se vyhnout logické tautologii.)

## Termodynamika
Zcela obecnou a exaktní formulací zákona zachování energie představuje první termodynamická věta. Ta platí pro libovolný druh energie a zahrnuje také teplo, které představuje spolu s prací jeden ze dvou základních a obecných druhů energie.